# Abington Reef
Abington Reef är ett rev i Korallhavsöarna i Australien.